# Zam Zam Cola
Zam Zam Cola es una bebida de cola producida en Irán. Es popular en zonas de Oriente Medio, considerada como alternativa a las marcas estadounidenses como Pepsi y Coca-Cola. También se vende en Europa.
El nombre del producto es un guiño al sagrado pozo de Zamzam, cerca de la ciudad sagrada islámica de La Meca, donde la tradición dice que Agar proporcionaba agua a su hijo Ismael.

## historia
Originalmente una subsidiaria de Pepsi creada en Irán en 1954 como el primer productor iraní de refrescos carbonatados propiedad de Habib Sabet. Tras la revolución islámica de 1979, la empresa fue arrebatada a su propietario original sin indemnización y el nombre se cambió a ZamZam.
Tras el boicot de 2002 a Coca-Cola por parte de Arabia Saudita, Zamzam fue apodado extraoficialmente el refresco del Hajj. El nombre del producto es una referencia al Pozo de Zamzam en La Meca, que es una de las paradas en la peregrinación islámica del Hajj